# Notobatrachus degiustoi
Notobatrachus degiustoi (лат.) — вид ископаемых земноводных надотряда Salientia. Более сотни экземпляров этого вида разных размеров и стадий онтогенеза были обнаружены в формации La Maltilde на территории аргентинской провинции Санта-Крус. Возраст представителей этого вида оценивается батским веком, что ставит их немного ближе к современным бесхвостым, чем древнейшие лягушки из родов Prosalirus и Vieraella. Раньше было принято включать род Notobatrachus в основание семейства гладконогов отряда бесхвостых, но с 2008 года Notobatrachus классифицируют вне этого отряда.

## История открытия
Хорошо сохранившиеся отпечатки цельных скелетов и отдельных костей Notobatrachus degustoj обнаружены, начиная с 1955 года, в трёх разных местах формации La Matilde на территории аргентинской провинции Санта-Крус. Notobatrachus был найден в слоях, относящихся к батскому ярусу (средний отдел юрской системы). Голотипом был назначен экземпляр M.A.C.N. 17.720, полный скелет животного. Обнаруженные экземпляры включают в себя как только что прошедших метаморфоз особей (а самая юная возможно была ещё в стадии головастика на поздней стадии метаморфоза), так и взрослых, полностью сформировавшихся особей. Важность этого вида для изучения палеозоологии бесхвостых состояла в том, что по крайней мере до 2000 года, это был самых древний представитель бесхвостых, известный более чем по единственному экземпляру.

## Описание
Длина представителей этого вида как правило 90—120 мм, но были обнаружены экземпляры до 150 мм в длину. Многие анатомические характеристики этого животного меняются в процессе онтогенеза. Череп Notobatrachus degiustoi был уплощённый, более широкий чем длинный. Квадрато-югальная часть верхней челюсти у этого вида (в отличие от Notobatrachus reigi) отсутствует. Зубы Notobatrachus были педициллярные и располагались как на верхней челюсти так и на предверхнечелюстной кости. Notobatrachus имел 9 предкрестцовых позвонков (меньше чем все открытые до сих пор более древние чем Notobatrachus прыгающие), что сопоставимо с примитивными семействами ныне живущих бесхвостых. Как и у современных бесхвостых Notobatrachus degiustoi имел спаянные вместе локтевую и лучевую кости передних конечностей а также большеберцовую и малоберцовую кости задних конечностей.

## Систематика
Notobatrachus degiustoi относится к роду Notobatrachus, который считался монотипным до 2008 года, когда был описан второй вид из рода Notobatrachus — Notobatrachus reigi. Этот род был классифицирован в 1973 году как относящийся к ранним представителям семейства гладконогов (с существующими представителями этого семейства их объединяет, кроме прочего, наличие 9 предкрестцовых позвонков, максимальное для ныне живущих бесхвостых). Согласно классификации 2004 года, Notobatrahus относится к сестринской по отношению к гладконогам кладе. Учёные, открывшие второй вид в 2008 году, отнесли род к базальным представителям надотряда Salientia. Исходя из принятого кладистического определения для отряда бесхвостых, согласно которому к этому отряду относятся общий предок всех существующих бесхвостых и все его потомки, по первой версии классификации Notobatrahus относится к бесхвостым, а по второй и третьей — нет.